# 望陀布
望陀布（もうだのぬの）は、古代において上総国望陀郡（現在の千葉県袖ケ浦市・木更津市・君津市付近）で産出されて調として徴された麻織物（麻布）のこと。律令制においては最高級品と規定され、大嘗祭などの宮中祭祀や遣唐使の贈答品としても採用された。

## 特徴、上代における利用
現在、望陀布そのものは残っていないものの、正倉院宝物の麻布や発掘で出土した麻布の比較調査では、現存する上総細布に用いられた麻糸の太さは他国のそれの半分（諸国平均0.8mmに対して、上総産は0.3-0.5mm）であり、その分きめ細かく織り込まれていることになる。望陀布は上総細布のそれよりも精密な布であったと考えられている。なお、1997年に袖ケ浦市郷土博物館で手織りによる望陀布の再現実験が行われているが、1000年以上後に作られた良質の麻糸を原料としても、1cm2あたりの糸の数が22×15本（経糸・緯糸）が技術的に精一杯であった。これに対して正倉院に残されていた上総細布の水準が19×12本であった。このことからも望陀布の生産者は高度な製織技術を持っていたと推定されている。
望陀布は古くは天皇践祚の際に行われた大嘗祭において、美濃絁とともに採用され、悠紀殿・主基殿を仕切る帳や戸口に飾る幌に用いられていた（『貞観儀式』）。これは望陀布と美濃絁がヤマト王権期より「東国の調」として献上されて宮中並びに祭祀の場で広く用いられていたからであると考えられている。また、『延喜式』によれば、遣唐使を派遣する際に、唐の皇帝に贈られた贈答品の中に特に望陀布100端が含まれていた。また、遣唐使に随行して唐に留学する学生・僧侶に対しては1人あたり絁40疋・綿100屯・布80端を留学経費として支給し、特に布の1/3を上総産より支給すると書かれている。『延喜式』成立時には遣唐使は既に廃止され、唐という王朝そのものが滅亡していたものの、この規定そのものは先例に基づいて定められたと考えられている。なお、『旧唐書』日本国伝に唐の開元年間に遣唐使として派遣された日本の留学生が四門学において助教の趙玄黙に対して入学の礼物として広幅の麻布を献上したが、そこには唐の人々が知らない元号が記されていた。このため、人々はこれが正規品ではない偽物ではないかと勘ぐったという記事がある。当時、日本の調布にはラベルの代わりに端に貢納された年次・地域（国郡郷）・貢納者を墨書されていた。また、広幅の調布は当時の制度上望陀布以外に存在しなかったため、この時の布は望陀布でまず間違いはないと考えられている。なお、『旧唐書』には留学者の氏名は記載されていないが、日本の史料により吉備真備であったという説が有力視されている。

## 地域と時代背景
房総半島地域は、古くから麻布の生産地として知られていた。『古語拾遺』の「総国命名伝承」はそのまま信じられないまでも、今日において律令制以前にこの地域の呼称であったと推定される「捄国」という呼称には麻の稔りの姿が反映されているとも言われている。また、現在の望陀郡には古墳時代には手子塚古墳や金鈴塚古墳を築いた馬来田国造がいたと推定され、走水の海から相模国を経由してヤマト王権と結びついていた（継体天皇の皇女・馬来田皇女の名の由来も馬来田国造と関連があると言われている）。そうした環境下で早い時期に麻の生産及び織機技術がこの地域に伝来して高度な技術を発達させたと考えられている。また、後述のように望陀布が例外的に幅の広い規格のまま後世に存続したのも馬来田国造時代以来の伝統が守られたからであるとする見方もある。
当時、調として徴収する布（調布）は、長さ5丈2尺・幅2尺4寸の布を1端（1反）として2丁（2人分、1人あたりの調は長さ2丈8尺）の調より作成することが賦役令によって規定していたが、望陀布については同令とその解釈を施した『令義解』によれば、望陀布には美濃絁（絹織物）とともに特別規定が設置されて、望陀布は長さ5丈2尺・幅2尺8寸の布を1端として4丁の調より作成することとされていた。幅においては4寸（発掘された当時の尺より、現在の11.8cmに相当）分広いものの、単純な頭割りでは一般の調布の1.7倍の租税としての価値があったことになる。ただし、養老元年12月（717年/718年）において、布類の規格統一が行われた際に調布1端を4丈2寸に改めて一般の調布は1丁・望陀布は3丁相当に改められており、実際の納付にはこちらを基準として運用されていた。
和銅7年（714年）に朝廷は望陀郡以外の上総国内各郡で生産された麻の調布も上総細布（かずささいふ）として他国産とは別格の扱いとし、望陀布に次ぐ品質であるとして長さ6丈・幅2尺2寸・3丁分相当とした。これは養老元年の改訂で長さ4丈2尺・幅2尺2寸・2丁相当に改められている。細布とは本来は細い麻糸で織ったやや上質な布のことを指したが、上総細布はその代名詞とされるようになった。
『延喜式』においては、上総国に対して望陀布を特定して紺色を50端、縹色を73端、貲布（さよみ:苧麻布、質は麻布より落ちるとされる）を100端、他に上総細布が400端を毎年朝廷に貢納が定められ、更に出来るだけ望陀布・細布を地子交易などで入手することや、これらとは別枠で庸の代替としても麻布の納付が求められている。これとは別に『延喜式』主計式には安房国と上総国に対して調として緋色の細布をそれぞれ12端・20端を納めることが定められている。なお、正倉院文書によれば、天平宝字5年（761年）の市価において望陀布が一端400文であった時に陸奥国・常陸国・相模国の3ヶ国の普通の調布の価格は270文-310文、平均283文であった。同一面積あたりで計算しなおすと、1平方尺（約870cm2）あたり望陀布は3.4文、他国産は2.8文に相当することになる。